# Pa de fajol
El pa de fajol o pa de blat negre, és un dels anomenats pans especials. S'elabora principalment amb farina de fajol. Se sol trobar en zones amb sòls pobres, com a les regions de Bretanya, Maine, Normandia, Llemosí, Auvernia o als Pirineus. També se'l coneixia a la regió francesa de Bais com «pain carabin» o com «pain de bled noir», segons l'abbé Angot que cita el "Règlement des boulangers à Laval", de 1697.

## Característiques
La farina de fajol és difícil de fer servir en l'elaboració de pa perquè no conté gluten. És el gluten el que atrapa les bombolles de gas que s'alliberen durant la fermentació i ajuda que el pa pugi. Cal amassar-ho, perquè segueixi sent pa, amb una quantitat important de farina de blat (granyons i massa fermentada). No obstant això, la proporció de farina de fajol a la massa ha de ser d'almenys 60 % perquè el pa es pugui comercialitzar sota aquest terme ; si el percentatge està entre 10 i 40 %, el pa es diu llavors « pain au sarrasin ». Depenent d'aquestes proporcions, el pa s'assembla més o menys en la seva densitat i color als pans rics en segó (pa integral).
El pa de fajol s'aprecia en combinació amb determinats plats com ara verdures, formatges i peixos. També s'elabora en associació amb nous, avellanes i raïms, i sol acompanyar-se amb sidra. Especialitat tradicional de l'oest de França: Bretanya, Maine. Les farinetes de fajol o "amoconé” es consumien tradicionalment al matí per esmorzar, a Mayenne.